# Condado de Sandwich
El condado de Sandwich (en inglés) earldom of Sandwich, es un título de la nobleza de Inglaterra creado, el 12 de julio de 1660, por el rey Carlos II para el almirante Sir Edward Montagu, embajador británico en España.
De ascendencia anglonormanda, el actual XI conde, asiste ahora como par hereditario electo en la Cámara de los Lores.

## Galería heráldica de los titulares

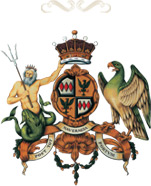
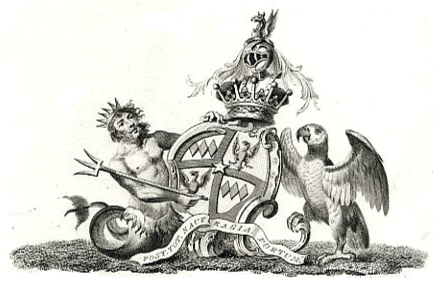